# 펩시 제로 슈거
펩시 제로 슈거(영어: Pepsi Zero Sugar, 2009년까지 다이어트 펩시 맥스, 2016년 8월까지 펩시 맥스라는 이름으로 판매됨)는 펩시코가 판매하는 무칼로리, 무설탕의 이전에 인삼속이 함유되었던 콜라이며, 아스파탐과 아세설팜 칼륨으로 단맛을 낸다. 원래 펩시의 다른 콜라 음료보다 거의 두 배의 카페인을 함유하고 있었다. 2022년 후반에 레시피 변경이 있기 전, 펩시 제로 슈거는 355 mL (12.5 imp fl oz)당 69mg의 카페인을 함유했으며, 다이어트 펩시는 36mg을 함유했다. 새로운 로고는 2020년에 도입되었다.

## 역사
다이어트 펩시 맥스는 2007년 6월 1일 미국에서, 2008년 3월 캐나다에서 출시되었다. 2009년 초에는 이름에서 "다이어트"가 삭제되었다. 2007년, 이 제품의 공식 마케팅 웹사이트에는 시청자들에게 하품을 기부하도록 독려하고 'WAKE UP PEOPLE'이라는 슬로건을 사용하는 패러디 텔레톤이 포함된 '이상한 캐스팅'이 있었다. 또한, 댈러스 카우보이스의 공격 코디네이터가 플레이를 부르면서 하품하는 패러디 광고가 있었고, 이로 인해 토니 로모가 색을 당하자, 카우보이스 구단주 제리 존스가 그를 다이어트 펩시 맥스로 교체하는 장면이 나왔다. 그런 다음 화면은 "WAKE UP PEOPLE"이라는 문구로 전환되고 음성으로 슬로건이 외쳐진다. 슈퍼볼 XLII 기간 동안 방영된 이 제품의 광고에는 해더웨이의 노래 "What Is Love"가 사용되었고, 사람들이 부적절한 장소와 시간에 잠들어 노래 리듬에 맞춰 머리를 흔드는 모습이 나왔다.

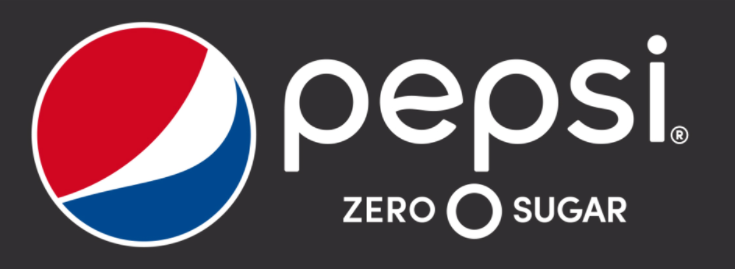
2020년 브랜드 변경 전 사용된 로고. 이 로고는 2016년에 도입되었다.

2010년 7월 슈퍼볼 XLIV를 위해 펩시 맥스는 1995년 슈퍼볼 XXIX 기간 동안 방영되어 호평을 받았던 광고를 재부팅했다. 원본 광고에서는 코카콜라와 펩시의 배달 운전사 두 명이 더 영블러즈의 "Get Together"를 들으며 조심스러운 우정을 시작했고, 화해의 제스처로 두 라이벌은 서로의 콜라를 맛본다. 그러나 코카콜라 운전사가 (우월한) 펩시 제품을 돌려주기를 거부하면서 유머러스한 갈등으로 우정은 끝이 난다. 새로운 광고는 같은 이야기를 바탕으로, 이번에는 운전사들이 당시의 펩시 맥스를 놓고 코카콜라의 훨씬 더 인기 있는 코크 제로를 희생시키며 싸움을 벌였고, 워의 노래 "Why Can't We Be Friends?"가 배경 음악으로 사용되었다.
2011년, 스눕 독은 슈퍼볼 XLV 즈음에 광고 캠페인에 등장했다.
리차드 스페이트 주니어는 지난 2년간 모든 광고에서 "펩시 맥스" 배달원으로 출연했으며, 유명 야구 및 미식축구 스타, 그리고 스눕 독과 4회 NASCAR 스프린트 컵 시리즈 챔피언 제프 고든과 함께 광고를 찍었다. 제프 고든은 2013년에 펩시 맥스와 협력하여 Pepsi Max & Jeff Gordon Present: Test Drive를 제작했으며, 2년 전에는 Road Trip to the Race Track을 제작했다. 펩시 맥스는 또한 2013년 컵 시리즈 시즌 동안 고든의 헨드릭 모터스포츠 팀 동료 케이시 칸을 후원했다.
2015년 6월 29일, 펩시코는 여러 제품 변경 사항을 발표했으며, 그 중 펩시 맥스를 북미에서 펩시 제로 슈거로 이름을 변경한다고 발표했다. 국제 음료는 펩시 맥스라는 이름을 유지했다.
펩시는 슈퍼볼 LI 하프타임 쇼를 후원하며, "펩시 제로 슈거 슈퍼볼 LI 하프타임 쇼"라고 명명했으며, 헤드라이너 공연자는 미국의 싱어송라이터 레이디 가가였다. 이 하프타임 쇼는 역사상 가장 많이 시청된 슈퍼볼 하프타임 쇼가 되었다.
2023년 1월, 펩시코는 미국에서 펩시 제로 슈거의 레시피를 변경하여 카페인 함량을 줄이고 인삼을 제거하며 감미료 시스템을 조정했다. 인삼과 더 높은 카페인 함량을 가진 이전 공식은 캐나다에서 여전히 판매되고 있다.

## 성분 목록
- 탄산수
- 카라멜 색소
- 인산
- 아스파탐
- 벤조산 칼륨
- 카페인 (2022년 12월 감축)
- 천연 향료
- 아세설팜 칼륨
- 시트르산
- 칼슘 이나트륨 EDTA
- 인삼 (2022년 12월 제거)

## 같이 보기
- 에너지 드링크 목록
- 펩시 제품 목록